# Ernst-Moritz-Arndt-Gemeindeheim

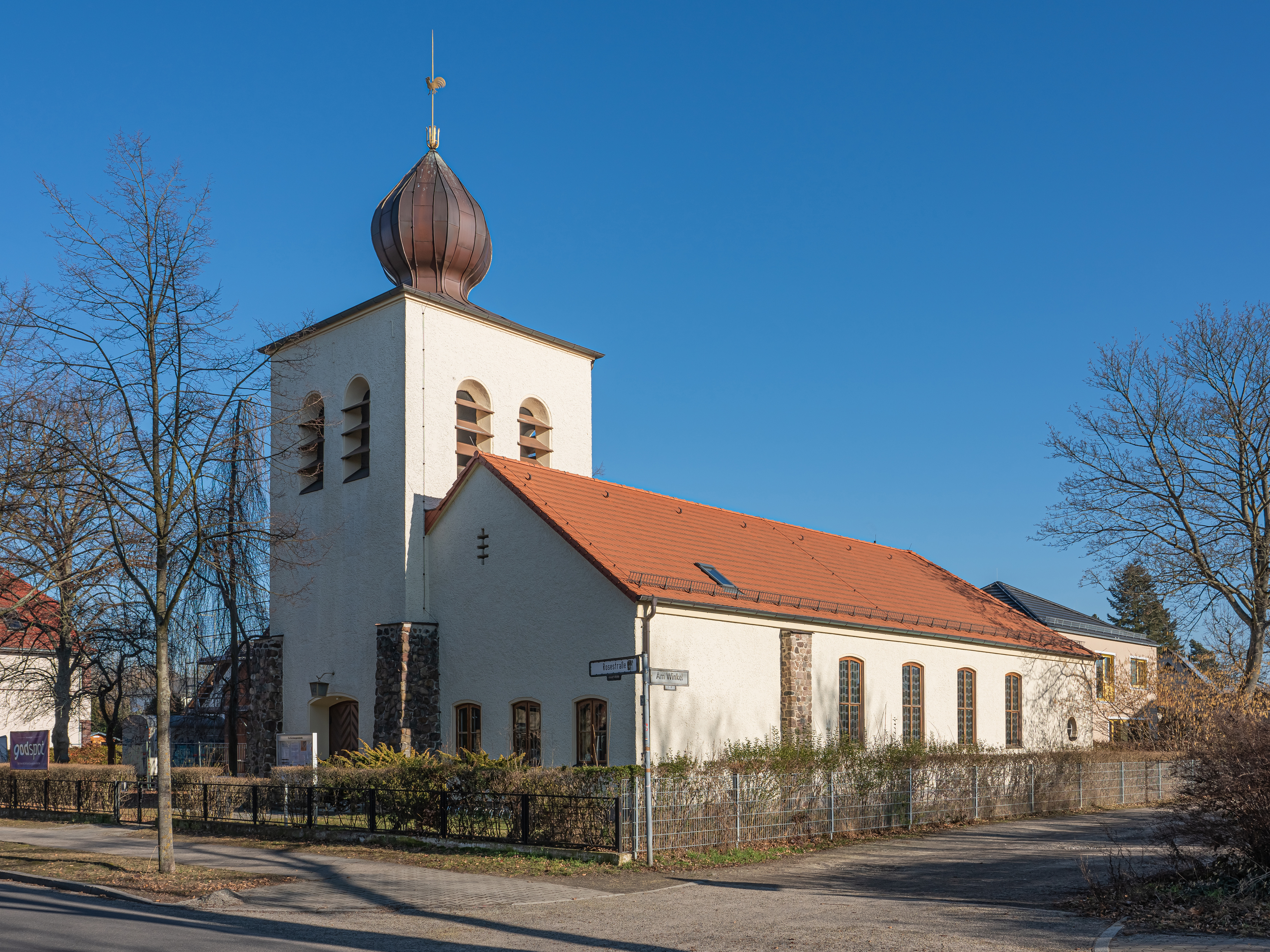
Frontansicht

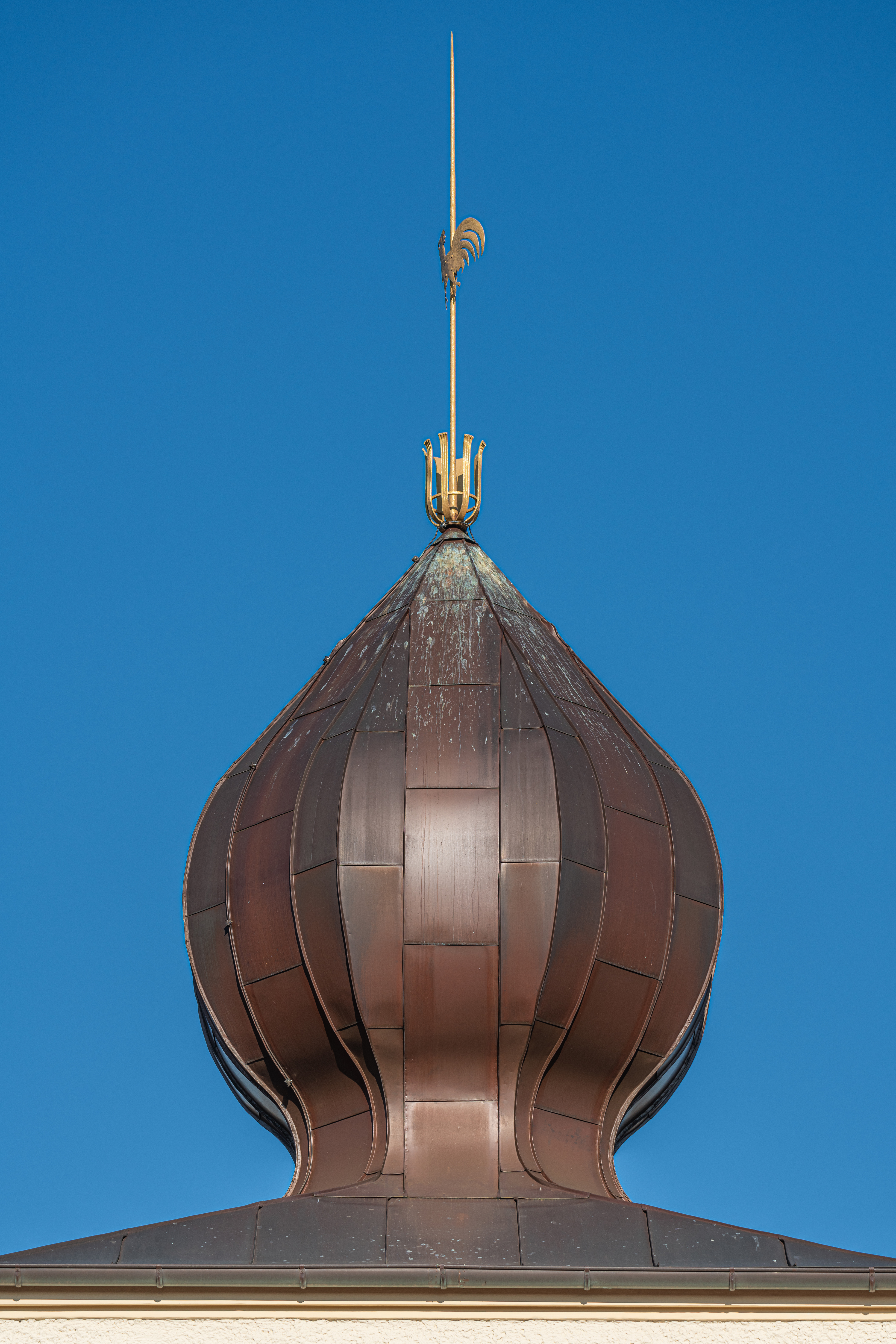
Detail des Zwiebelturms

Das Ernst-Moritz-Arndt-Gemeindeheim (im Volksmund auch als Zwiebelturmkirche bezeichnet) befindet sich in der Rosestraße 42 im Berliner Ortsteil Altglienicke, Ortslage Falkenberg, im Bezirk Treptow-Köpenick.
Das auch als evangelische Kirche dienende Gemeindeheim wurde benannt nach Ernst Moritz Arndt, einem deutschen Dichter, Revolutionär und Abgeordneten der Frankfurter Nationalversammlung 1848, der auch zahlreiche Kirchenlieder verfasste, die Eingang in das Evangelische Gesangbuch fanden. Der Bau entstand 1937 nach einem Entwurf des Architekten Otto Risse.

## Geschichte
Mit der geographischen Ausdehnung Altglienickes in Richtung Falkenberg verband sich schon vor dem Ersten Weltkrieg eine gewisse Verlagerung von Teilen der Gemeinde in diese Richtung, sodass neben der Pfarrkirche im Dorfkern als Hauptkirche der Wunsch nach einer näherliegenden Predigtstätte für die neuen Wohngebiete aufkam.
Ab 1912 wurden im Turnus von zwei Wochen Gottesdienste im Wasserturm Altglienicke in der Schirnerstraße abgehalten.
Mitte der 1930er Jahre konnte ein Baugrundstück gefunden werden, um die zweite Predigtstätte zu verwirklichen. Als Architekt wurde Otto Risse gewonnen, der zur gleichen Zeit das Paul-Gerhardt-Gemeindeheim im benachbarten Bohnsdorf realisierte.
Am 19. Dezember 1937, am 4. Advent, konnte das Gemeindeheim „Ernst Moritz Arndt“ in der Rosestraße nach nur acht Monaten Bauzeit eingeweiht werden.
Die damals in der Gemeinde vorherrschenden Deutschen Christen setzten zur Namensgebung den Namen Arndts durch, sahen sie doch in ihm den Patrioten und Verfechter völkischer Ideen, während andere ihn als gläubigen Christen und Verfasser von evangelischen Kirchenliedern betrachteten.
Das Gebäude besteht aus einem großen Raum für Gottesdienste u. ä. sowie einem kleinen Raum für kleinere Versammlungen. Oberhalb des Eingangsbereiches befindet sich der Kirchturm mit einer zwiebelförmigen Haube. Im hinteren Teil des Hauptgebäudes geht rechtwinklig der Nebenflügel ab, der als Wohnung (ursprünglich für Gemeindepfarrer) diente.
Vorübergehend wurde nach dem Zweiten Weltkrieg das Gemeindeheim von der sowjetischen Besatzungsmacht für deren Zwecke genutzt. Nach umfangreichen Renovierungsarbeiten konnte die evangelische Gemeinde das Gebäude 1951 wieder in ihren Besitz nehmen. Seit 1951 läutet auch wieder eine Glocke, nachdem die ursprünglich vorhandenen zwei Glocken während des Zweiten Weltkriegs eingeschmolzen wurden.
Im Jahr 1964 erfolgte der Einbau einer kleinen Orgel der Potsdamer Orgelbaufirma Schuke.
In der politischen Wendezeit 1989/1990 diente das Gemeindeheim unter dem Seelsorger Klaus-Dieter Lydike als Versammlungsort des Runden Tisches. Aus diesem erwuchs später der bis zu seinem Tod im Jahr 2003 stattfindende, monatliche „Gesprächskreis“ mit vielfältigen Themen auch jenseits der Religion zu Kultur, Politik und Geschichte, in dem zahlreiche Prominente als Gesprächspartner fungierten (unter anderem Ignatz Bubis, Regine Hildebrandt, Joachim Gauck, Rainer Eppelmann, Hans-Peter von Kirchbach).
Das auch für andere Veranstaltungen der Gemeinde genutzte Gotteshaus bietet 120–150 Besuchern Platz.
Koordinaten: 52° 24′ 37,1″ N, 13° 33′ 33,4″ O